# Kelly Blue
Kelly Blue — студійний альбом американського джазового піаніста Вінтона Келлі, випущений у 1959 році лейблом Riverside.

## Опис
На цьому сеті, записаному для Riverside, піаніст Вінтон Келлі грає у складі тріо з колегами по гурту Майлза Девіса, басистом Полом Чемберсом і ударником Джиммі Коббом. На «Kelly Blue» і «Keep It Moving» до складу гурту додані корнетист Нет Еддерлі, флейтист Боббі Жаспар і тенор-саксофоніст Бенні Голсон. Келлі, відомий акомпаніатор, для цього альбому написав три власні композиції, а також включив чотири стандарти (зокрема «Softly, As in a Morning Sunrise» і «Willow Weep for Me»), він також сильний боп-соліст.

## Список композицій
1. «Kelly Blue» (Вінтон Келлі) — 10:41
2. «Softly, as in a Morning Sunrise» (Оскар Геммерстайн ІІ, Зігмунд Ромберг) — 6:24
3. «Green Dolphin Street» (Броніслав Капер) — 4:37
4. «Willow Weep for Me» (Енн Ронелл) — 6:05
5. «Keep It Moving» (Вінтон Келлі) — 7:31
6. «Old Clothes» (Вінтон Келлі) — 7:37

## Учасники запису
- Вінтон Келлі — фортепіано
- Нет Еддерлі — корнет (1, 5)
- Бенні Голсон — тенор-саксофон (1, 5)
- Боббі Жаспар — флейта (1, 5)
- Пол Чемберс — контрабас
- Джиммі Кобб — ударні

Технічний персонал
- Оррін Кіпньюз — продюсер, текст
- Джек Хіггінс — інженер
- Пол Бейкон — дизайн обкладинки
- Лоуренс Н. Шустак — фотографія обкладинки